# Calliergonella
Calliergonella là một chi rêu trong họ Hypnaceae.